# 奇台镇
奇台镇，是中华人民共和国新疆维吾尔自治区昌吉回族自治州奇台县下辖的一个乡镇级行政单位。

## 行政区划
奇台镇下辖以下地区：
犁铧尖社区、东关社区、北斗宫社区、老满城社区、马王庙社区、唐朝墩社区、水磨河社区、三清宫社区、城皇庙社区和果果滩社区。